# Liphamola Community
Liphamola Community är en gemenskap i Lesotho.   Den ligger i distriktet Mokhotlong, i den östra delen av landet, 150 km öster om huvudstaden Maseru.